# Friedrich Wilhelm von Schadow
Friedrich Wilhelm von Schadow (lovagi neve Schadow-Godenhaus) (Berlin, 1789. szeptember 6. –  Düsseldorf, 1862. március 19.) német romantikus, nazarénus festő.

## Életpályája
Először édesapjának, azután Weitsch festőnek volt a tanítványa. 1810-ben Rómába utazott, ahol  Peter von Cornelius, Johann Friedrich Overbeck és Philipp Veit társaságába került és ő is a nazarénus irány híve lett. A római Casa Bartholdy számára festett két bibliai jelenetet: Jákobnak elhozzák József véres köntösét és József álmot fejt a börtönben.
1819-ben a berlini művészeti akadémia tanára, majd 1826-ban a düsseldorfi akadémia igazgatója lett. Nem volt nagy alkotó tehetsége, de Corneliusszal ellentétben nagy gondot fordított az olajfestés technikájának fenntartására és ebben a tekintetben tanítványai, főleg Theodor Hildebrandt, Julius Hübner, Carl Friedrich Lessing és Karl Ferdinand Sohn sokat köszönhettek neki.

## Galéria

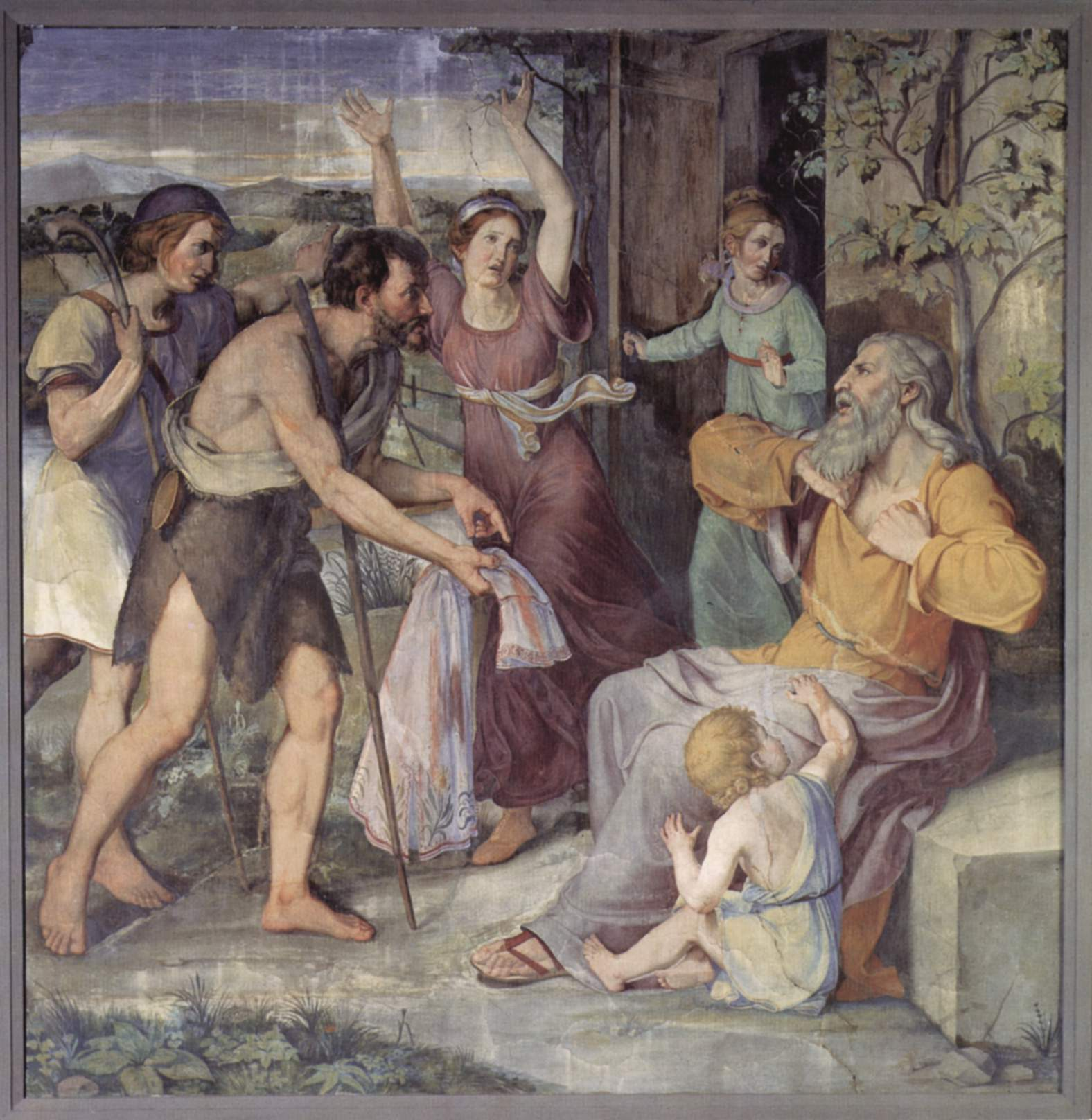
Jákobnak elhozzák József véres köntösét
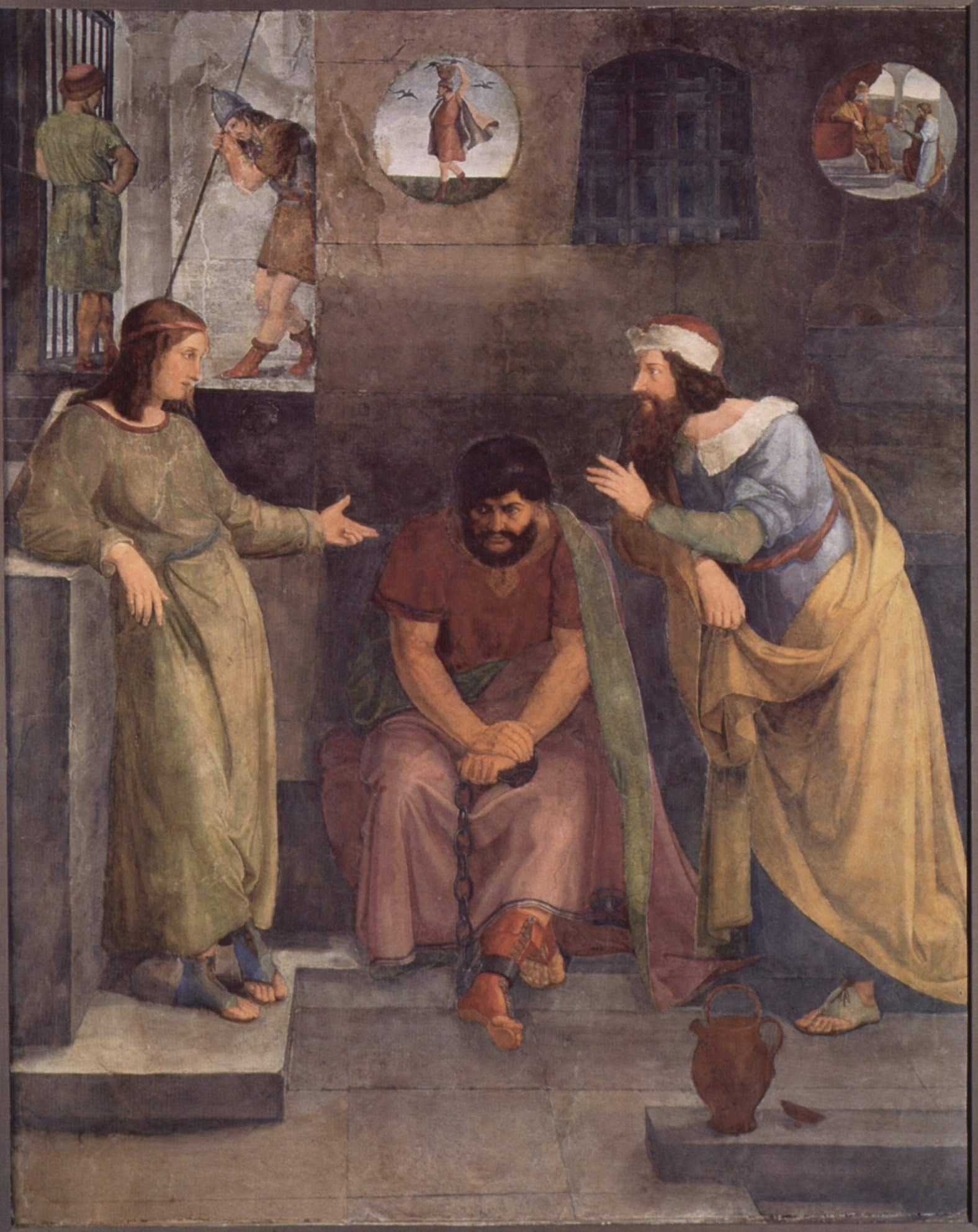
József álmot fejt a börtönben
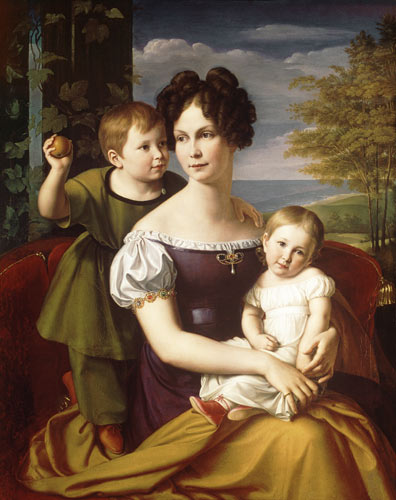
Alexandrina mecklenburgi nagyhercegné gyermekeivel

## Irodalmi munkái
- Über den Einfluss des Christentums auf die bildende Kunst (Düsseldorf, 1843)
- Der moderne Vasari. Erinnerungen aus dem Künstlerleben (elbeszélés, Berlin, 1854)